# 科迪尔 (佐治亚州)
科迪爾（英語：Cordele）是一個位於美國喬治亞州克里斯普縣的城市。根據2010年美國人口普查，該地人口為11147人，而該地的面積約為26.50平方千米。同時該地也是克里斯普縣的縣治。

## 地理
科迪爾的座標為31°57′51″N 83°46′38″W / 31.96417°N 83.77722°W，而該地的平均海拔高度為96米（即315英尺）。